# Langwarrin South
Langwarrin South är en del av en befolkad plats i Australien. Den ligger i kommunen Mornington Peninsula och delstaten Victoria, omkring 47 kilometer sydost om delstatshuvudstaden Melbourne. Antalet invånare är 1 003.
Trakten är tätbefolkad. Närmaste större samhälle är Cranbourne, omkring 14 kilometer nordost om Langwarrin South. 
Trakten runt Langwarrin South består till största delen av jordbruksmark. Genomsnittlig årsnederbörd är 1 251 millimeter. Den regnigaste månaden är maj, med i genomsnitt 154 mm nederbörd, och den torraste är januari, med 51 mm nederbörd.